# Авганистан на Летњим олимпијским играма 1936.
Авганистан је први пут учествовао на Летњим олимпијским играма у Берлин 1936. Представљало га је 15 спортиста који су се такмичли у 2 спорта.
На овим играма спортисти Авганистана нису освојили ниједну медаљу.
Хокејаш на трави Мохамед Асиф са 17 година, 146 дана је најмлађи учесник Авганистана на Летњим олимпијским играма закључно са Играма у Лондону 2012.

## Спортисти Авганистана по спортовима
| Спорт          | Мушкарци | Жене | Укупно |
| -------------- | -------- | ---- | ------ |
| Атлетика       | 2        | 0    | 2      |
| Хокеј на трави | 13       | 0    | 13     |
| Укупно (2)     | 15       | 0    | 15     |

## Резултати по дисциплинама

### Атлетика
Мушкарци
| Атлетичар   | Дисциплина    | Предтакмичење | Предтакмичење | Четвртфинале     | Четвртфинале     | Полуфинале       | Полуфинале       | Финале           | Финале | Детаљи         |
| Атлетичар   | Дисциплина    | Резултат      | Место         | Резултат         | Место            | Резултат         | Место            | Резултат         | Место  | Детаљи         |
| ----------- | ------------- | ------------- | ------------- | ---------------- | ---------------- | ---------------- | ---------------- | ---------------- | ------ | -------------- |
| Мухамед Кан | 100 м         | РН            | 6 у гр. 3     | Није се пласирао | Није се пласирао | Није се пласирао | Није се пласирао | Није се пласирао | ? /63  | [ мртва веза ] |
| Мухамед Кан | скок удаљ     |               |               |                  |                  | РН испод 7,15 м  | РН испод 7,15 м  | Није се пласирао | ? /43  |                |
| Абдул Рахим | бацаљње кугле |               |               |                  |                  | РН испод 14,50 м | РН испод 14,50 м | Није се пласирао | ? /22  |                |

## Хокеј на трави=
Састав репрезентације
1. Abouwi Ahmad Shah,
2. Jammal-ud-Din Affendi, 23 јун. 1908
3. Сајед Али Ата, 25, август 1913.
4. Sayed Ali Babaci, 12. март 1915.
5. Мохамед Асиф , 12. март 1919.
6. Sayed Mohammad Ayub, 20 новембар 1908.
7. Mian Faruq Shah, 3. јун 1907.
8. Хусеин Фазал, 21. октобар 1906.
9. Saadat Malook Shazada, 18. новембар
10. Zahir Shah Al-Zadah, 18. новембар 1910
11. Shuja ud-Din, 12 септембар, 1913
12. Мохамед Султан, 23. децембар 1918.
13. Сардар Абдул Вахид, 12. март 1901.

Група Б
Резултати Авганистана
| Датум            | Репрезентација | Резултат | Репрезентација |
| 4. августt 1936. | Авганистан     | 6 : 6    | Данска         |
| 8. август 1936.  | Авганистан     | 1 : 4    | Немачка        |

Табела
| Плас. | Земља      | ИГ | ПОБ | Н | ИЗГ | ГД | ГП | Бод. |  | Њемачка | Авганистан | Данска |
| ----- | ---------- | -- | --- | - | --- | -- | -- | ---- |  | ------- | ---------- | ------ |
| 1.    | Немачка    | 2  | 2   | 0 | 0   | 10 | 1  | 4    |  | X       | 4:1        | 6:0    |
| 2.    | Авганистан | 2  | 0   | 1 | 1   | 7  | 10 | 1    |  | 1:4     | X          | 6:6    |
| 3.    | Данска     | 2  | 0   | 1 | 1   | 6  | 12 | 1    |  | 0:6     | 6:6        | X      |

У коначном пласмани Авганистан је заузео 6. место.